# 马可·贝罗奇奥
马尔科·贝洛基奥（義大利語發音：[ˈmarko belˈlɔkkjo]; 1939年11月9日—）是一位意大利电影导演、编剧和演员。

## 生平
他父亲是名律师，母亲是名教师。在米兰上的大学专业是哲学，后来进入电影学院学习并于1965年拍摄了首部作品《口袋裡的拳頭》。他是个无神论者。
2011年他荣获第68屆威尼斯影展授予的榮譽金獅獎。2012年作品《沉睡的美人》角逐第69屆威尼斯影展金狮奖。2021年荣获第74屆坎城影展授予的榮譽金棕櫚獎。

## 電影作品
長片
- 1965年：《口袋裡的拳頭》（I pugni in tasca）
- 1967年：《中國已近（意大利语：La Cina è vicina）》La Cina è vicina
- 1969年：《愛情與憤怒》（Amore e rabbia）（短片集，篇名：Discutiamo, discutiamo）
- 1972年：
  - 《以父親的名義（意大利语：Nel nome del padre (film 1972)）》（Nel nome del padre）
  - 《把怪物放在首頁》（Sbatti il mostro in prima pagina）
- 1976年：《凱旋進行曲》（Marcia trionfale）
- 1980年：《虛無縹緲》（Salto nel vuoto）
- 1982年：《眼睛和嘴巴》（Gli occhi, la bocca）
- 1984年：《亨利四世（意大利语：Enrico IV (film 1984)）》（Enrico IV）
- 1986年：《肉體的惡魔》（Diavolo in corpo）
- 1988年：《安息日》（La visione del sabba）
- 1991年：《定罪（意大利语：La condanna (film 1991)）》（La condanna）
- 1994年：《蝴蝶的夢想（意大利语：Il sogno della farfalla (film)）》（Il sogno della farfalla）
- 1997年：《漢堡王子（意大利语：Il principe di Homburg (film 1997)）》（Il principe di Homburg）
- 1999年：《難以抗拒的溫柔（意大利语：La balia (film)）》（La balia）
- 2002年：《信仰時分》（L'ora di religione）
- 2003年：《再見，長夜》（Buongiorno, notte）
- 2006年：
  - 《婚禮大導》（Il regista di matrimoni）
  - 《姐妹（意大利语：Sorelle (film)）》（Sorelle）
- 2009年：《墨索里尼的秘密戀人》（Vincere）
- 2010年：《不是姐妹》（Sorelle Mai）
- 2012年：《沉睡的美人》（Bella addormentata）
- 2015年：《最後的吸血鬼（意大利语：Sangue del mio sangue (film 2015)）》（Sangue del mio sangue）
- 2016年：《祝你有個甜美的夢（意大利语：Fai bei sogni (film)）》（Fai bei sogni）
- 2019年：《黑金叛徒（意大利语：Il traditore (film 2019)）》（Il traditore）
- 2022年：《夜的表相（意大利语：Esterno notte (film)）》（Esterno notte）
- 2023年：《教宗家的小兒子（意大利语：Rapito (film)）》（Rapito）

短片
- 1961年： 
  - 《Abbasso lo zio》
  - 《La colpa e la pena》
- 1962年：《Il ginepro fatto uomo》
- 1993年：《L'uomo dal fiore in bocca》
- 1997年：《Elena》
- 1999年：《Nina》
- 2000年：《L'affresco》
- 2001年：《合唱團指揮》（Il maestro di coro）
- 2002年：《Oggi è una bella giornata》
- 2016年：《Pagliacci》
- 2017年：《Per una rosa》
- 2018年：《La lotta》

紀錄片
- 1969年：
  - 《Il popolo calabrese ha rialzato la testa》（聯合執導）
  - 《Viva il 1º maggio rosso proletario》（聯合執導）
- 1975年：《解放了瘋子》（Matti da slegare）（與西爾瓦諾·阿戈斯蒂（意大利语：Silvano Agosti）、桑德羅·皮查哥利亞（意大利语：Sandro Petraglia）、史蒂法諾·盧利（意大利语：Stefano Rulli）共同執導）
- 1979年：《電影機器》（La macchina cinema）（與西爾瓦諾·阿戈斯蒂（意大利语：Silvano Agosti）、桑德羅·皮查哥利亞（意大利语：Sandro Petraglia）、史蒂法諾·盧利（意大利语：Stefano Rulli）共同執導）
- 1980年：《瓦爾特雷比亞假日》（Vacanze in Val Trebbia）
- 2002年：
  - 《告別過去》（Addio del passato）
  - 《La primavera del 2002 - L'Italia protesta, l'Italia si ferma》
  - 《Appunti per un film su Zio Vanja》
- 2021年：《馬可貝羅奇歐：逝者如思》（Marx può attendere）

電視
- 1977年：《海鷗（意大利语：Il gabbiano (film 1977)）》（Il gabbiano；電視電影）
- 1995年：《Sogni infranti》（電視電影）
- 1998年：《La religione della storia》（電視紀錄片）
- 2010年：《曼圖亞弄臣》（Rigoletto a Mantova；電視歌劇）
- 2025年：《波托貝羅（英语：Portobello (TV series)）》（Portobello；網路影集）